# 고백 (2010년 영화)
《고백》(일본어: 告白)은 일본 작가 미나토 가나에의 동명의 베스트셀러 소설을 원작으로, 딸을 살해 당한 중학교 교사가 학생들을 상대로 진상에 다가가는 미스터리, 스릴러 영화이다. 나카시마 데쓰야가 감독이 연출, 마츠 다카코가 주연을 맡아 2010년 6월 5일 도호 배급으로 개봉되었다.
14세 미만 소년(청소년)이 저지르는 이른바 촉법소년 살인 범죄를 중심으로 일본내의 학교 문제, 에이즈 문제, 사회 문제 등을 다루었다. 대한민국에서는 2011년 3월 31일에 개봉되었다.
2010년 5월 26일에 오리지널 사운드 트랙이 발매됐다. 주제가를 부른 라디오헤드를 비롯해 삽입곡을 부른 AKB48, 보리스 등 여러 음악가가 참가했다.
2011년 1월 19일, 제83회 미국 아카데미상 외국어영화상 제1차 전형 9작품에 선정되었으나, 최종 후보에는 들지 못했다.

## 줄거리
중학교 교사 모리구치 유코(마츠 타카코)는 무질서하고 무례한 학급에게 봄방학 전에 사직할 것이라고 발표한다. 그는 HIV 양성인 네 살짜리 딸 마나미의 아버지가 아팠기 때문에 딸을 학교에 데려오곤 했다고 설명한다. 어느 날 마나미는 학교 수영장에서 익사체로 발견되었다. 그는 자신의 반 학생 두 명이 딸을 살해했다고 설명하며, 이들을 "학생 A"와 "학생 B"라고 부른다. 유코는 마나미의 소지품 중에서 딸의 물건이 아닌 작은 토끼 지갑을 발견했고, 이를 계기로 학생 중 한 명인 와타나베 슈야를 추궁한다. 슈야(학생 A)는 마나미를 죽였다고 인정하고는 후회하여 뛰어내릴 것처럼 창문으로 달려간다. 그러나 그는 "장난이야"라고 말하며 유코의 동정적인 반응을 조롱한다.
범인들의 정체를 밝혀낸 유코는 이 살인자들이 미성년자로서 1947년 소년법에 의해 보호받기 때문에 경찰에 신고해도 차이가 없을 것이라고 학생들에게 설명한다. 교사로서 그는 소년들에게 자신들의 실수를 바로잡도록 만들어 교훈을 가르쳐야 한다고 믿는다. 그는 마나미를 살해한 두 학생의 우유팩에 마나미 아버지의 HIV에 오염된 혈액을 주입했다고 밝힌다. 영화의 나머지 부분은 유코와 그의 학생 세 명의 1인칭 서술을 통해 유코의 고백 이후의 여파와 고백 이전의 사건들 사이를 오간다.
시모무라 나오키(학생 B)는 오염된 우유로 인해 에이즈에 감염되었다고 믿어 은둔형 외톨이가 된다. 나오키의 어머니는 아들이 마나미의 죽음에 연루되었다는 것을 깨닫고 둘 다 고통에서 해방시키기 위해 살인-자살을 결심한다. 그러나 이어진 격투 중에 나오키는 어머니를 죽이고 경찰은 그를 체포한다. 한편, 슈야는 어머니가 과학자로서의 출세를 위해 떠나기 전 자신을 학대했다고 설명한다. 어머니의 유기는 그가 과학계에서 성공하도록 이끌었으며, 작은 발명품을 만드는 것부터 동물을 죽이고 해부하는 것을 기록하는 데까지 이르렀다.
슈야의 첫 번째 공개 발명품인 전기 도난 방지 지갑은 과학 박람회에서 상을 받았지만 언론이 "광기 살인" 사건에 주의를 빼앗겨 헤드라인을 장식하지 못했다. 그는 도난 방지 지갑을 업그레이드하고 누군가에게 시험해보기로 결정했으며, 나오키를 끌어들여 도움을 받았다. 그들은 마나미에게 지갑을 시험하기로 결정했다. 마나미는 지갑을 만진 뒤 기절하고, 슈야는 이를 죽음으로 착각했다. 누군가를 죽일 용기도 없다는 슈야의 도발에 분노한 나오키는 의식을 잃은 마나미를 수영장에 던졌고, 결국 마나미는 익사하게 된다. 같은 반 친구 키타하라 미즈키는 슈야에게 유코가 오염된 우유에 대해 거짓말을 했다고 믿는다고 말하는데, 이는 그럴듯하지 않은 전염 방법이기 때문이었다. 미즈키는 슈야에게 자신이 부모를 독살한 "광기 살인" 사건의 여성 가해자를 추종한다고 고백한다. 두 사람은 연애 관계를 맺지만, 슈야는 그의 유기 콤플렉스를 둘러싼 대립 후에 미즈키를 죽인다.
슈야는 어머니와 재회할 것을 기대하며 그의 어머니가 일하는 대학을 방문하지만, 그가 재혼했다는 것을 발견한다. 어머니가 자신을 잊었다고 믿은 그는 자신이 연설을 할 졸업식이 열릴 학교에 폭탄을 설치한다. 놀랍게도 폭탄은 터지지 않는다. 슈야는 유코로부터 전화를 받는데, 그는 폭탄을 그의 어머니 사무실로 옮겼다고 말한다. 그는 이것이 슈야가 자신의 손으로 어머니를 죽이게 하는 궁극의 복수라고 설명하며, 복수가 완료됨에 따라 슈야의 구원의 길이 시작되었다고 주장한다. 그러고 나서 유코는 킥킥 웃으며 "장난이야"라고 말한다.

## 출연

### 주연
- 마츠 다카코
- 오카다 마사키
- 기무라 요시노

### 조연
- 아시다 마나
- 후지와라 카오루
- 이노와키 카이
- 이와타 소라
- 이즈미 다이치
- 카토 카린
- 나오야 타쿠야
- 미요시 아야카
- 나카지마 히로키
- 노모토 호타루
- 노넨 레나
- 시미즈 나오야
- 타카하시 츠토무
- 야마야 카스미
- 요시나가 아유리
- 니시이 유키토
- 하시모토 아이
- 이치이 나오키
- 이토 유이

## 기타
- 원작자: 미나토 가나에
- 프로듀서: 햐쿠타케 코지
- 프로듀서: 키타노 히로아키
- 프로듀서: 미야지 타카히사
- 프로듀서: 케이지로 히로시
- 프로듀서: 오미야 토시야스
- 프로듀서: 시마타니 요시나리

## 평가
2010년도에 일본에서 개봉된 일본 영화의 38.5억엔의 흥행 수입을 거둬, 연간 흥행(순위) 7위에 오르는 등 크게 히트하였다. 영화제에서도 많은 상을 수상하였는데, 제34회 일본 아카데미상에서 4관왕(최우수 작품상·최우수 감독상·최우수 각본상·최우수 편집상)을 달성하였고, 키네마준보지 선정 2010년도 일본 영화 베스트 10 2위에 선정되었지만, 영화예술지가 선정한 2010년도 일본 영화 베스트 10&워스트 10에서는 워스트 1위에 뽑히기도 했다. 또한 영화의 각본을 바탕으로 한 만화판도 발매되었다.

## 광고 문구
- 선생님의 딸을 죽인건 누구? (先生の娘を殺したのは、誰?)
- 선생님의 딸이 살해당한건, 어째서? (先生の娘が殺されたのは、なぜ?)
- 告白が、あなたの命につきささる。
- 딸을 잃은 여교사의 운명의 수업이 시작된다. (娘を殺された女教師の、命の授業がはじまる。)
- 내 아이가 사람을 죽인건, 어째서? (私の子供が人を殺したのは、なぜ?)
- 아직도 살인이 일어나는 것은, 어째서? (また殺人が起きたのは、なぜ?)

## 제작진
- 감독·각본: 나카시마 데쓰야
- 원작: 미나토 가나에 《고백》
- 주제가: 라디오헤드 〈Last Flowers〉
- 제작: 《고백》 제작위원회
- 배급: 도호

## 수상 정보
- 제14회 부천국제판타스틱영화제 심사위원 특별상
- 제83회 아카데미상 외국어영화상 부문 일본대표작품
- 제34회 호우치영화상 최우수 감독상
- 2010년 키네마준보 베스트 10 일본 영화 베스트 10 제2위[3]
- 2011년 에란도르상 최우수 작품상 (영화부문)
- 제53회 블루리본상
  - 최우수 작품상
  - 여우조연상
- 제34회 일본 아카데미상
  - 최우수 작품상
  - 최우수 감독상
  - 최우수 각본상
  - 최우수 편집상